# 서울 연화사 천수관음도
연화사 천수관음도(蓮花寺 千手觀音圖)는 서울특별시 동대문구 연화사에 있는 조선시대의 불화이다. 2013년 3월 7일 서울특별시의 유형문화재 제344호로 지정되었다.

## 개요
이 불화는 漢峰 應作, 寶山 福柱, 淸菴 雲照, 大凡, 奉典, 海梵 등이 조성한 천수관음도로서, 1901년에 괘불도, 신중도, 지장시왕도, 칠성도 등과 함께 일괄 조성되었다. 바다 가운데로 솟아오른 연화좌 위에 앉아 있는 천수천안의 관음보살은 버들가지가 꽂혀 있는 淨甁과 經冊을 받쳐 든 4臂와 함께 40臂를 갖추고 있는데, 광배 안에는 천개의 손과 천개의 눈을 가득 그려넣어 자비로운 관음보살의 구제력을 형상화하였다.
천수관음(Sahasrabhuja-avalokitesvara)은 천 개의 자비로운 눈으로 중생을 응시하고 천 개의 자비로운 손으로 중생을 제도하는 보살로, 千手千眼觀音이라고도 한다. 이 관음은 인도 힌두교의 多面多臂의 神像에서 기원하였는데, 4~5세기에 이르러 인도에서 밀교가 발달함에 따라 힌두교의 다면다비상의 독특한 이미지는 불교에도 영향을 주어, 천개의 손에 천개의 눈으로 모든 중생들이 원하는 것을 두루 보고 구제해준다고 하는 천수천안관음이 탄생하였다. 천수관음의 형상에 대해서는 『千光眼觀自在菩薩秘密法經』(唐 蘇縛羅釋)에 “11면의 얼굴에 40개의 손이 있고 각 손바닥에는 눈이 하나씩 있으며, 11면은 각각 菩薩相, 百牙出上相, 忿怒相, 暴笑相, 如來像으로 이루어져 있다”고 하였다. 고려시대 천수관음도로 유일하게 전하는 삼성미술관 리움소장 천수관음도와 1532년에 조성된 일본 지코지(持光寺)소장 천수관음도 역시 11면에 40개(또는 42개)의 손 각각에 지물을 들고 있어 경전의 내용을 충실하게 반영하고 있다. 연화사 천수관음도에는 연화대좌 좌우로는 합장을 한 선재동자와 龍角을 든 용왕이 관음보살을 향해 서 있다. 여기에서와 같이 천수관음도에 선재동자가 묘사된 것은 『화엄경』入法界品에 의한 것으로, 선재동자가 여러 선지식을 찾아 菩薩行과 菩薩道를 묻는 도중 28번째로 보타락가산에 머물고 있는 관음보살을 찾아가 청법하는 장면을 표현한 것이다. 중국에서도 일찍이 천수관음도에 『화엄경』적 요소가 결합되었으며, 앞에서 서술한 삼성미술관 리움소장 고려 천수관음도 및 일본 지코지소장 천수관음도(1532년)에도 선재동자가 그려졌다. 한편 이 천수관음도에서 선재동자와 상대하여 용왕을 묘사한 것은 조선후기 수월관음도의 도상을 따른 것으로 보인다. 따라서 연화사 천수관음도는 고려시대 이래 천수관음도의 전통을 잇고 있는 한편, 조선후기 이래 수월관음도의 도상을 계승하였음을 보여준다. 연화사 천수관음도의 도상은 이후 대산사 천수관음도(1925년)로 계승되었다.
이 불화는 漢峰 應作가 수화사가 되어 寶山 福柱, 淸菴 雲照, 大凡, 奉典, 海梵와 함께 조성하였다. 응작은 19세기 후반 서울 경기지역을 중심으로 활동한 화승으로 연화사를 비롯하여 봉원사, 청룡사 등의 불화를 제작하였다. 그는 초기에 대은당 돈희, 보산당 복주, 청암당 운조, 대범, 봉전 같은 화승들과 함께 작업했는데, 서울 경기지역의 대표화승인 경선당 응석의 초본을 이용한 작업을 하는 등 서울지역의 화풍을 두루 섭렵하여 자신의 작품세계를 형성하였다. 이 불화의 본존인 관음보살의 둥글고 살이 많은 듯한 얼굴표현이라던가 단정한 이목구비에서 응석의 영향이 엿보인다.
이 천수관음도는 고려~조선시대 천수관음도의 도상을 계승한 작품으로서, 19~20세기 서울·경기지역 불화의 흐름 및 화승의 활동을 연구하는데도 중요하다. 천수관음도는 서울지역 뿐 아니라 전국적으로도 매우 드물게 남아 있다.

## 참고 문헌
- 서울 연화사 천수관음도 - 국가유산청 국가유산포털